# Zwei rechnen ab

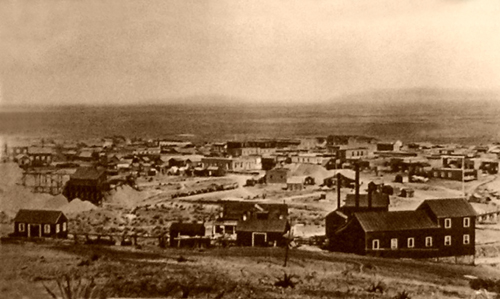
Tombstone, 1891

Zwei rechnen ab (Originaltitel: Gunfight at the O.K. Corral) ist ein Western des Regisseurs John Sturges aus dem Jahr 1957. Er handelt von den legendären US-amerikanischen Revolverhelden Wyatt Earp und Doc Holliday. Der österreichische Titel ist Blutsbrüder.

## Handlung
Der Film erzählt eine fiktive Version der wahren Geschichte der Wild-West-Legende Wyatt Earp. Im Jahr 1881 lässt sich der ehemalige Sheriff mit seiner Geliebten Laura in Dodge City nieder und sorgt dort für Recht und Ordnung. Eines Tages erreicht ihn aus Arizona der Hilferuf seiner Brüder James, Morgan, Virgil und Warren, die in einen Konflikt mit der rivalisierenden Clanton-Ringo-Bande geraten sind. Wyatt und sein Freund, der Zahnarzt und Revolverheld Doc Holliday, gehen daraufhin nach Tombstone, um den Brüdern beizustehen. Der Streit der beiden verfeindeten Gruppen findet seinen blutigen Höhepunkt in der legendären Schießerei am O. K. Corral, bei der drei Mitglieder der Clanton-Bande getötet werden.

## Vorlagen
Als Vorlage für das Drehbuch diente der Zeitungsartikel The Killer von George Scullin. Das Thema wurde bereits in den Jahren 1934 und 1939 verfilmt; bekannter wurde jedoch die filmische Umsetzung in Faustrecht der Prärie (My Darling Clementine) aus dem Jahr 1946 mit Henry Fonda und Victor Mature in den Hauptrollen unter der Regie von John Ford.

## Synchronisation
Die deutsche Fassung entstand bei der Berliner Synchron GmbH Wenzel Lüdecke in Berlin.
| Darsteller      | Rolle                        | Synchronsprecher   |
| --------------- | ---------------------------- | ------------------ |
| Burt Lancaster  | Wyatt Earp                   | Horst Niendorf     |
| Kirk Douglas    | Dr. John „Doc“ Holliday      | René Deltgen       |
| Rhonda Fleming  | Laura Denbow                 | Gisela Trowe       |
| Jo Van Fleet    | Kate Fisher                  | Ingeborg Grunewald |
| John Ireland    | Johnny Ringo                 | Paul Edwin Roth    |
| Lyle Bettger    | Ike Clanton                  | Fritz Tillmann     |
| Dennis Hopper   | Billy Clanton                | Ernst Jacobi       |
| Frank Faylen    | Sheriff Cotton Wilson        | Robert Klupp       |
| Earl Holliman   | Hilfssheriff Charlie Bassett | Horst Gentzen      |
| Ted de Corsia   | Shanghai Pierce              | Wolf Martini       |
| Whit Bissell    | John P. Clum                 | n.n.               |
| DeForest Kelley | Morgan Earp                  | n.n.               |
| John Hudson     | Virgil Earp                  | Heinz Giese        |
| Martin Milner   | James Earp                   | Wolfgang Draeger   |
| George Mathews  | Shanssey, Barbesitzer        | Alfred Haase       |
| Lee Van Cleef   | Ed Bailey                    | Gerd Martienzen    |
| Kenneth Tobey   | Bat Masterson                | Manfred Meurer     |
| Joan Camden     | Mrs. Betty Earp              | n.n.               |
| Olive Carey     | Mutter Clanton               | n.n.               |
| Lee Roberts     | Finn Clanton                 | n.n.               |
| Jack Elam       | Tom McLaury                  | Manfred Meurer     |
| Mickey Simpson  | Frank McLaury                | Benno Hoffmann     |

## Hintergrund
John Sturges drehte den Film in Vistavision und Technicolor größtenteils an Originalschauplätzen. Teile des Sets wurden später für die Fernsehserie Bonanza verwendet. Der Schusswechsel am O. K. Corral, der in Wirklichkeit nur 30 Sekunden gedauert hat, nimmt im Film beinahe fünf Minuten ein.
Zwei rechnen ab feierte seine Premiere am 30. Mai 1957 und kam am 3. Oktober desselben Jahres in die deutschen Kinos. Der Film spielte in den Vereinigten Staaten über 11 Millionen Dollar ein. Zehn Jahre später drehte John Sturges einen weiteren Film über Wyatt Earp mit dem Titel Die fünf Geächteten. Diesmal übernahmen James Garner und Jason Robards die Hauptrollen.
DeForest Kelley, der in diesem Western als Morgan Earp besetzt wurde, geriet 1968 in der Serie „Raumschiff Enterprise“ (Folge: „Wild West im Weltraum“; „Spectre of the Gun“) erneut in die Schießerei am O. K. Corral, diesmal auf Seiten der Clanton-Gang als (vermeintlicher) Tom McLaury.

## Kritiken
- Lexikon des internationalen Films: „Western um die legendären Figuren Wyatt Earp und Doc Holliday und den historischen Kampf am O. K. Corral im Jahre 1881, dem es nicht um historische Wahrheit, sondern um eine fesselnde Geschichte geht. Obwohl reichlich hart, beeindruckt der Film durch die ausgezeichnete Leistung der Hauptdarsteller und die hervorragende Fotografie.“[2]
- Joe Hembus merkt an, der Film gelange „mit mühelos beherrschter Kunst zur Perfektion der Tradition“. Alle Abläufe seien „mit dem Esprit und der Virtuosität vorgeführt, die aus der Sicherheit in der Beherrschung des Metiers erwachsen“.[3]
- Phil Hardy nennt Zwei rechnen ab einen „enorm einflussreichen Film“. Er sei „beeindruckend“, aber auch „seltsam zerfahren“, indem er sich auf das Duell konzentriere, die Figuren in ihrer historischen Authentizität vernachlässige und sie zu Chiffren mache.[4]
- Michael Hanisch: „Sturges erweist sich einmal mehr als ein Regisseur, der alle Wirkungsmöglichkeiten des modernen Films kennt und ausnützt, der sie virtuos beherrscht. Da tragen sowohl die Farbkamera von Charles Lang als die Montage der Action-Szenen und die mit Leitmotiven arbeitende Musik von Dimitri Tiomkin wesentlich zur Wirkung dieses bedeutenden Films bei.“[5]

## Auszeichnungen
Oscars 1958
- Nominierung in der Kategorie Bester Schnitt für Warren Low
- Nominierung in der Kategorie Bester Ton für George Dutton

Directors Guild of America Awards 1958
- Nominierung als Bester Regisseur für John Sturges

Laurel Awards 1958
- Goldener Laurel als Bestes Actiondrama
- Goldener Laurel in der Kategorie Bester Hauptdarsteller in einem Actionfilm für Burt Lancaster
- Nominierung in der Kategorie Bester Hauptdarsteller in einem Actionfilm für Kirk Douglas